# Miocyon
Miocyon — вимерлий рід хижоподібних ссавців. Скам'янілості знайдено в Канаді й США.